# 二硒代亚铬酸钾
二硒代亚铬酸钾是一种无机化合物，化学式为KCrSe2。它是一种反铁磁性化合物，居里温度Θ为250 K，有序温度TN为40 K。该化合物可由氰化钾与三氧化二铬和硒共熔得到。它和水与二氧化碳反应，生成碳酸钾、硒化铬和水。

## 拓展阅读
- J. Dijkstra, C. F. van Bruggen, C. Haas, R. A. de Groot. . Physical Review B. 1989-10-15, 40 (11): 7973–7976  [2019-02-05]. doi:10.1103/PhysRevB.40.7973.